# 十二ヶ岳 (山梨県)
十二ヶ岳（じゅうにがたけ）は、山梨県富士河口湖町にある山。標高は1,683メートル。山梨百名山の一つ。

## 概要
御坂山地の主稜線上、節刀ヶ岳の南東に位置する。名称は東側にあるの毛無山からの稜線に12のピークが存在することに因む。
晴れた日には、山頂から西湖や富士山などを望むことができる。鎖場などがある岩山で、中腹には西湖岩という名前の岩があり、クライマーが訪れる。

## 登山
毛無山 - 山頂（毛無山から1時間30分）
毛無山から稜線を歩くルート。12のピークが存在し、東の毛無山から順番に「一ヶ岳」「二ヶ岳」「三ヶ岳」...と名前が付けられている。岩場が多く、特に十一ヶ岳と十二ヶ岳の間には、アルミ製の吊り橋がかけられている。九ヶ岳と十ヶ岳は山頂は通らず、巻くようになっている。
十二ヶ岳登山口 - 山頂（3時間）
西湖湖畔にあるバス停から直接山頂へ行くルート。道中に鉄梯子があるものの、それ以外に危険なところはあまりない。下山路として用いられることが多い。
鬼ヶ岳 - 金山 - 山頂（鬼ヶ岳から1時間）
西側の鬼ヶ岳から金山経由で行くルート。鬼ヶ岳近辺、十二ヶ岳近辺両方とも岩場がある。
節刀ヶ岳 - 金山 - 山頂（節刀ヶ岳から50分）
北西側の節刀ヶ岳から金山経由で行くルート。節刀ヶ岳から金山間は特に危険個所はない。
大石峠入口 - 山頂（3時間10分）
大石峠から林道を歩き、金山近くで稜線に上がるルート。国土地理院ではこのルートは書かれていない。

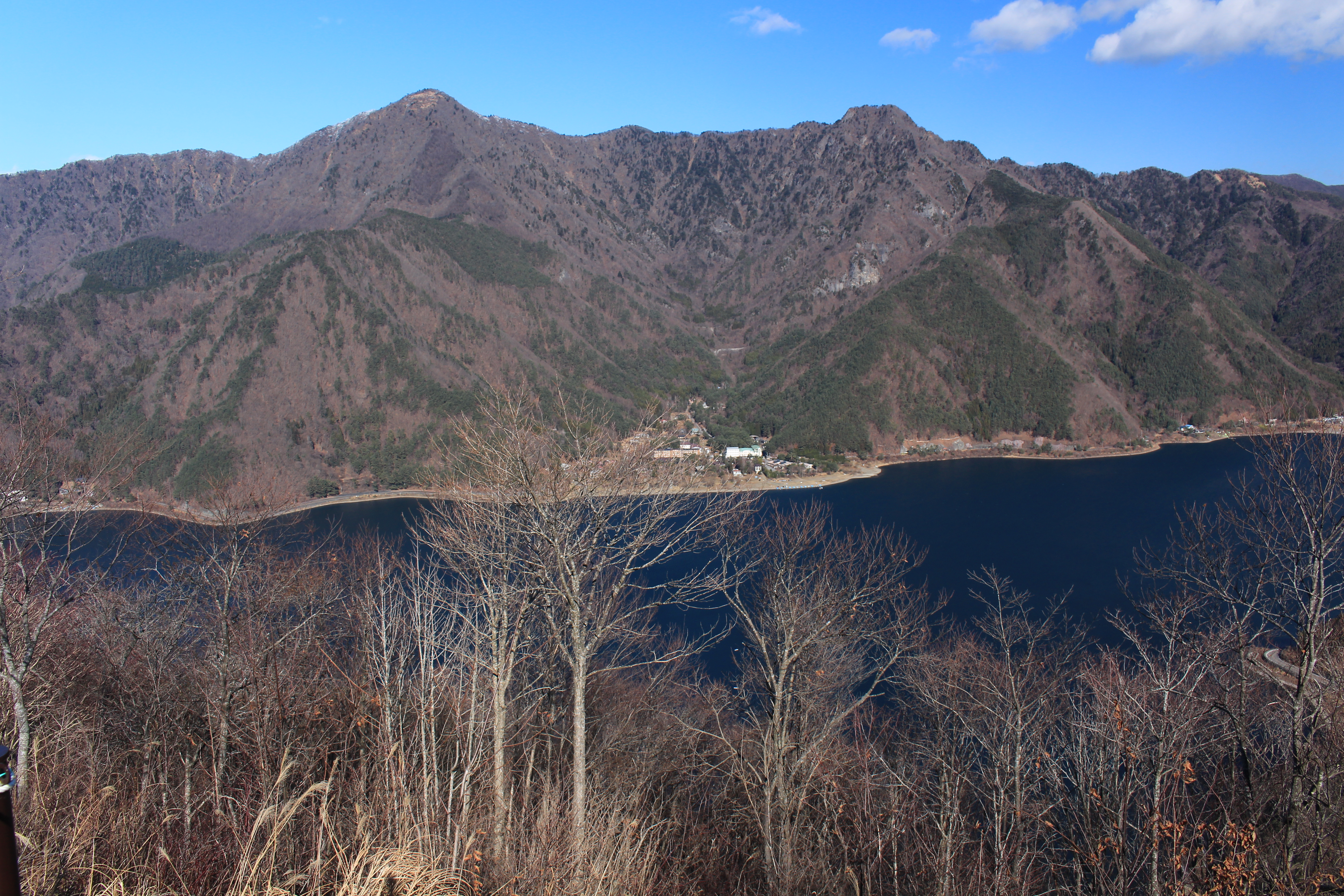
鬼ヶ岳と十二ヶ岳を南から
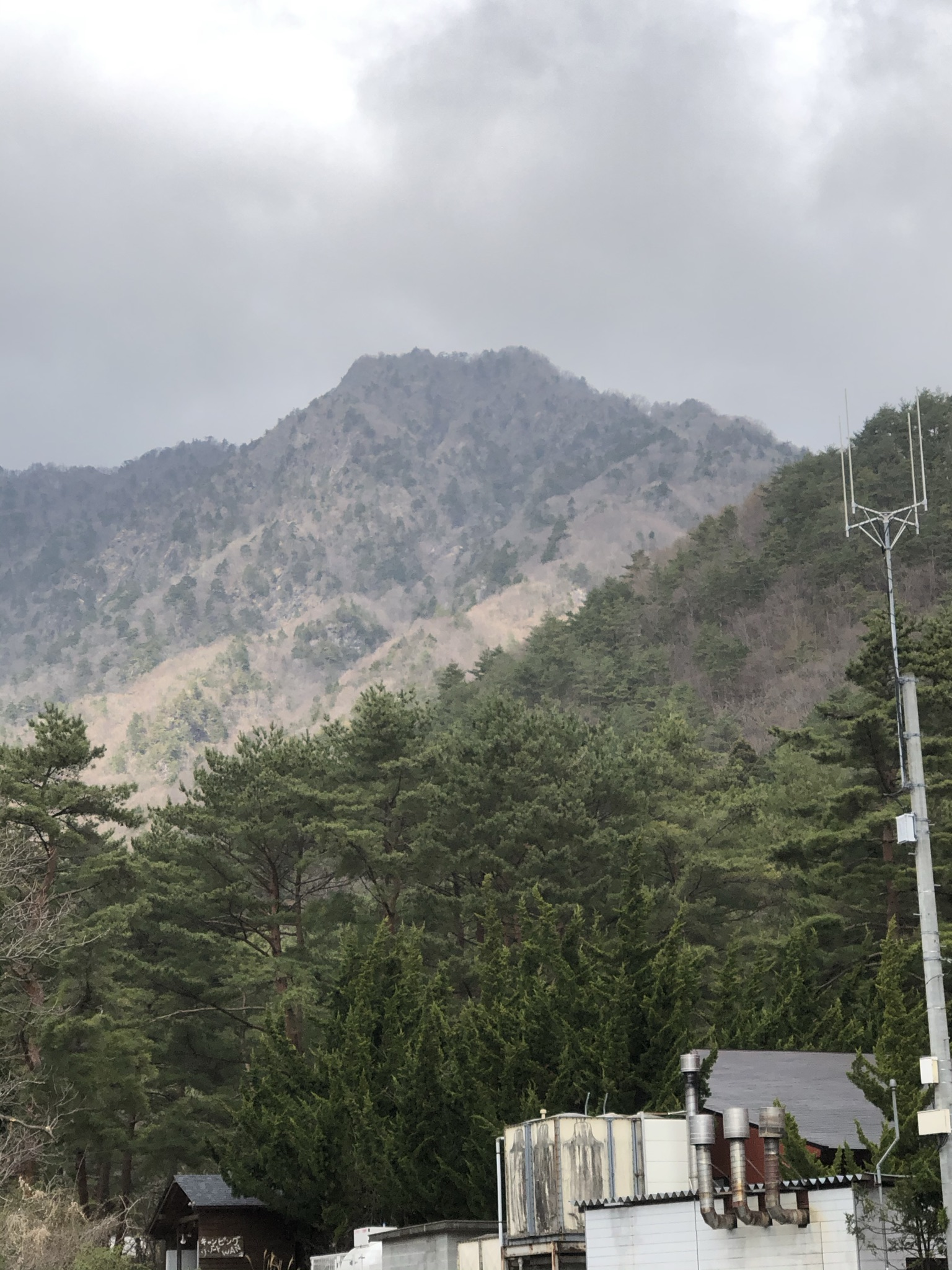
麓の西湖から望む十二ヶ岳
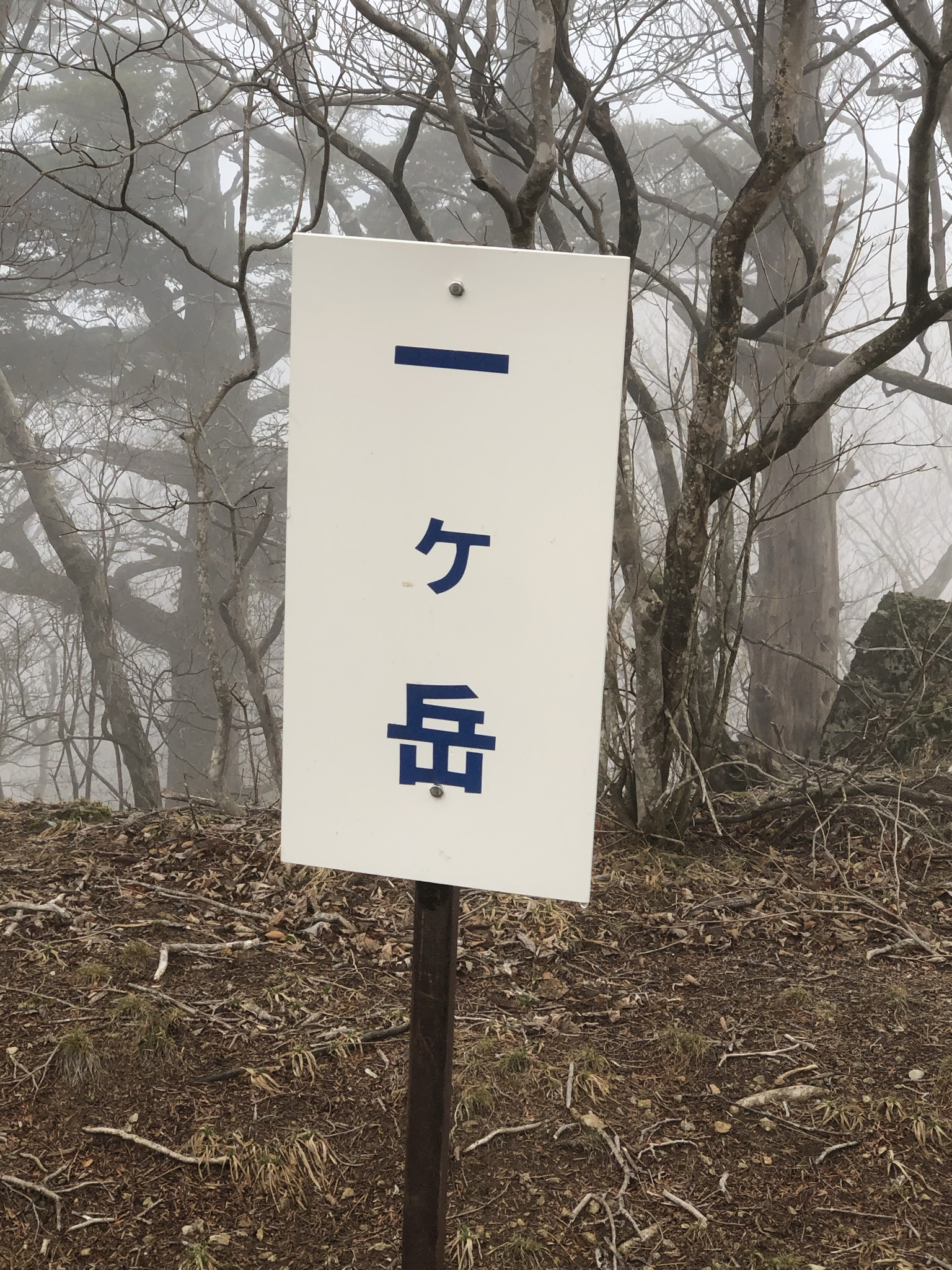
一ヶ岳
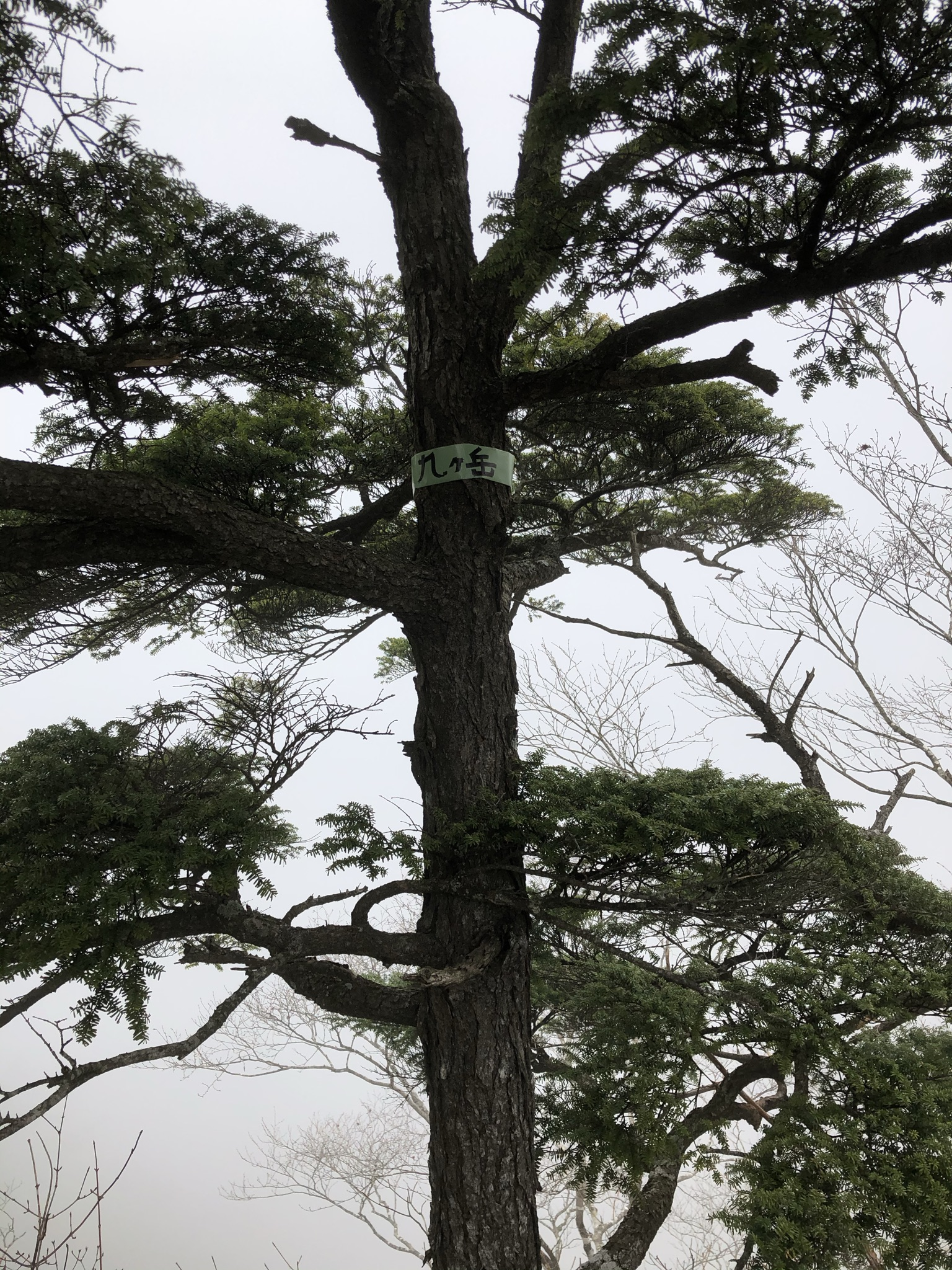
九ヶ岳山頂。登山道から逸れれば登頂できる。踏み跡もある。
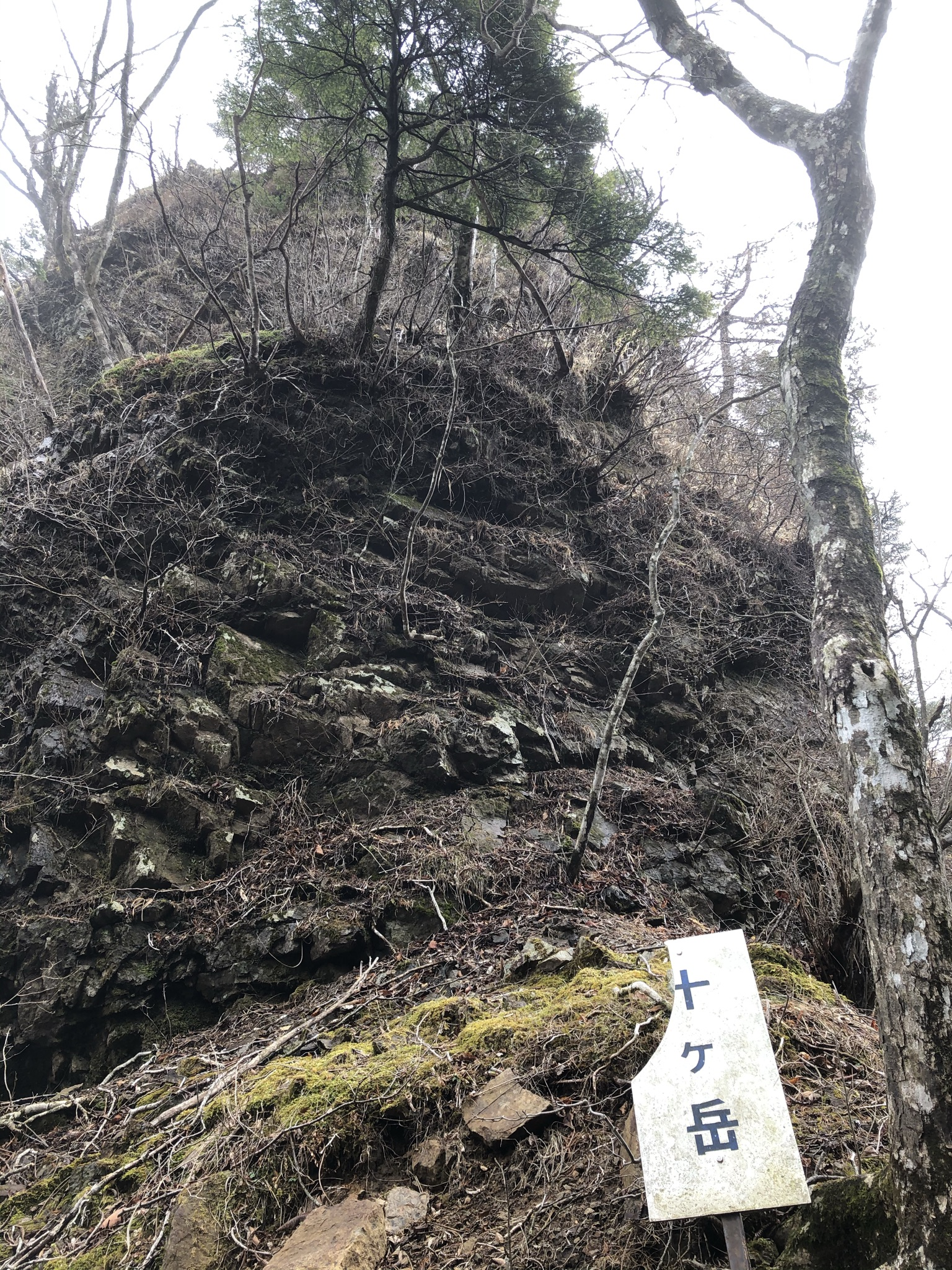
十ヶ岳。登山道から逸れれば登頂できる。

## 近隣の山
- 毛無山
- 節刀ヶ岳
- 鬼ヶ岳
- 金山